# Onmyo-za
Onmyo-za (陰陽座 Onmyōza?, literalmente «reunión del yin y yang»), también escrito Onmyōza u Onmyouza, es un grupo japonés de heavy metal que lanzó su primer álbum en 1999. La banda posee un estilo musical bastante ortodoxo, comparable al de bandas occidentales referentes del género, e incorpora en sus composiciones influencias de power metal, speed metal y thrash metal, mezclándolo también con elementos del j-pop y tradicionales de la música de Japón.

## Miembros del grupo
- Kuroneko (黒猫?): Vocalista
- Matatabi (瞬火?): Bajo y Vocalista.
- Maneki (招鬼?): Guitarra eléctrica.
- Karukan (狩姦?): Guitarra eléctrica.

Cada uno de los nombres de los miembros del grupo tiene un doble significado con cierto sentido humorístico: Kuroneko literalmente significa "gato negro", simbolizando su personalidad. Matatabi significa "incendio", pero también puede leerse como el nombre japonés de la planta "actinidia polygama" (vulgarmente, en inglés, silvervine), cuyo aroma les gusta a los gatos. Maneki significa "oni de invocación", pero su lectura, entre la gente de Japón, recuerda a la popular artesanía japonesa maneki neko. Karukan, no es claro su significado literal, pero de manera independiente, Karu (狩?) significa "atacar" o "cazar", y Kan (姦?) es "adulterio", sin embargo su lectura es familiar en Japón por ser el nombre de una marca de comida para gatos.[cita requerida]. Tora tiene escaso significado literal, su lectura en cambio es la misma que "tigre" en japonés, esto sugiere que es aficionado de los Hanshin Tigers.
Como puede verse sus nombres artísticos hacen de un modo u otro referencia a los felinos. Que puede deberse a la afinidad que tienen los cuatro miembros masculinos con la cantante Kuroneko, a la que "adoran como su heroína".

## Temática e inspiración
Sus canciones tratan principalmente sobre oni, yōkai, dragones japoneses, entre otros, aunque muchas de sus canciones poseen temáticas más concretas. Por ejemplo, Onmyōza ha compuesto hasta ahora 10 canciones Ninpōchō (忍法帖?  cuentos de magia ninja) las cuales constituyen un tributo al autor japonés Fūtarō Yamada y sus series Ninpōchō. Kōga Ninpōchō (甲賀忍法帖?), la última de las canciones de este tipo, fue escrita para el anime Basilisk cuya historia original procede de la obra de Fūtarō Yamada del mismo nombre. Existen también algunas otras canciones inspiradas por Osamu Tezuka y Kyogoku Natsuhiko[cita requerida].
La trilogía Kumikyoku "Yoshitsune" (組曲「義経」?) está basada en la leyenda del héroe japonés Minamoto no Yoshitsune.

## Discografía

### Demos
- 20/06/1999 - Tsune ni Gesshō o Motte Senji ni Kuwae, Nisshin Inyō o Min (常ニ月将ヲ以ッテ占時ニ加へ、日辰陰陽ヲ視ン?)
- 07/08/1999 - I no Kouta (亥の子唄?)

### Álbumes
- 05/12/1999 - Kikoku Tenshō (鬼哭転生?)
- 24/12/2000 - Hyakki Ryōran (百鬼繚乱?)
- 10/01/2002 - Kōjin Rasetsu (煌神羅刹?)
- 24/07/2002 - Fūin Kairan (封印廻濫?)
- 22/01/2003 - Hōyoku Rindō (鳳翼麟瞳?)
- 25/06/2003 - Sekinetsu Enbu (赤熱演舞?) (Álbum en vivo)
- 03/03/2004 - Mugen Hōyō (夢幻泡影?)
- 22/06/2005 - Garyō Tensei (臥龍點睛?)
- 08/02/2006 - Inyō Shugyoku (陰陽珠玉?) (Grandes éxitos)
- 07/06/2006 - Onmyō Raibu (陰陽雷舞?) (Álbum en vivo)
- 25/07/2007 - Maō Taiten (魔王戴天?)
- 09/09/2008 - Chimimōryō (魑魅魍魎?)
- 09/09/2009 - Kongō Kyūbi (金剛九尾?)
- 21/12/2011 - Kishi Bojin (鬼子母神?)
- 04/12/2013 - Ryūō Shugyoku (龍凰珠玉?) (Grandes éxitos)
- 24/09/2014 - Raijin Sōsei (雷神創世?)
- 24/09/2014 - Fūjin Kaikō (風神界逅?)
- 30/11/2016 - Karyō Binga (迦陵頻伽?)
- 06/06/2018 - Hadō Myōō (覇道明王?)

### Sencillos
- 19/08/2000 - Ouka no Kotowari (桜花ノ理?)
- 16/12/2001 - Tsuki ni Murakumo Hana ni Kaze (月に叢雲花に風?)
- 25/12/2002 - Kouga Ninpou chou (妖花忍法帖?)
- 04/06/2003 - Houyoku Tenshou (鳳翼天翔?)
- 01/10/2003 - Mezame (醒?)
- 07/01/2004 - Nemuri (睡?)
- 23/09/2004 - Kumikyoku "Yoshitsune" - Akki Hougan (組曲「義経」～悪忌判官?)
- 27/10/2004 - Kumikyoku "Yoshitsune" - Muma Enjou (組曲「義経」～夢魔炎上?)
- 26/11/2004 - Kumikyoku "Yoshitsune" - Raise Kaikou (組曲「義経」～来世邂逅?)
- 27/04/2005 - Kouga Ninpouchou (甲賀忍法帖?)
- 27/06/2007 - Kokui no Tenyō (黒衣の天女?)
- 06/08/2008 - Kureha (紅葉?)
- 21/01/2009 - Soukoku/Doukoku (相剋/慟哭?)
- 26/08/2009 - Aoki Dokugan (蒼き独眼?)
- 09/02/2011 - Konpeki no Sōjin (紺碧の双刃)
- 19/03/2014 - Seiten no Mikazuki (青天の三日月)
- 10/01/2018 - Ouka Ninpouchou (桜花忍法帖)

### DVD
- 25/06/2003 - Hakkō Ranbu (白光乱舞?)
- 14/02/2004 - Hyakki Korinden (百鬼降臨伝?)
- 02/03/2005 - Wagashikabane o Koeteyuke (我屍越行?)
- 22/08/2005 - Yugenreibu (幽玄霊舞?)
- 21/06/2006 - Shugyoku Enbu (珠玉宴舞?)
- 23/01/2008 - Tenkafubu (天下布舞?)
- 21/04/2010 - Ryūō Rinbu (龍凰輪舞?)
- 01/07/2010 - Shikigami Raibu (式神雷舞?)
- 05/09/2012 - Zekkai Enbu (絶界演舞?)
- 13/12/2013 - Shikigami Ōbu (式神謳舞?)

### VHS
- 10/01/2002 - Hyakki Korinden (百鬼降臨伝?)